# Ruth Porat

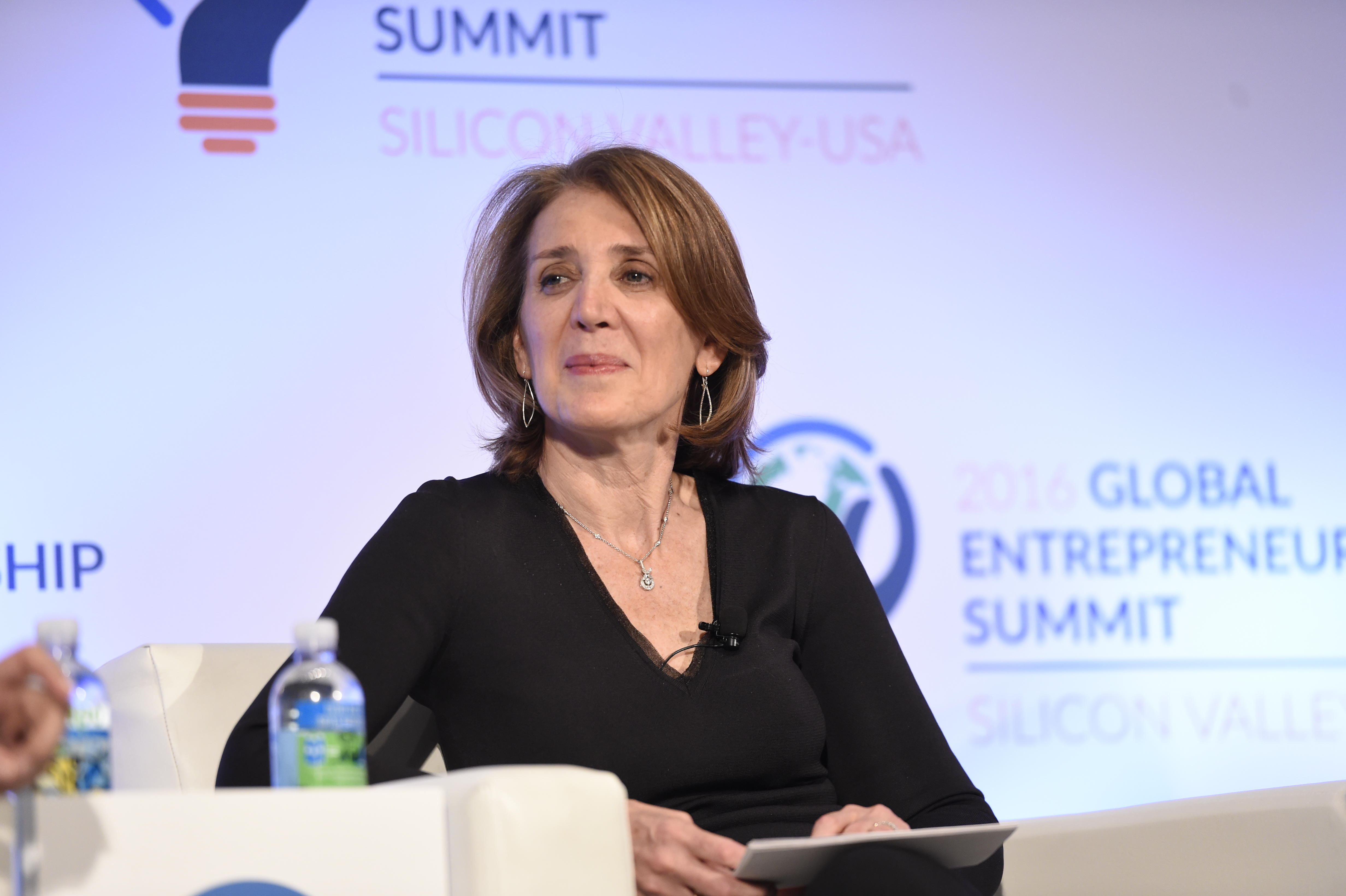
Ruth Porat (2016)

Ruth Porat (* 1957) ist eine britisch-amerikanische Geschäftsfrau. Seit 2015 ist sie Finanzchefin (Chief Financial Officer) von Alphabet Inc., der Muttergesellschaft von Google.
Im Jahr 2020 belegte Porat Platz 16 auf der Liste der 100 mächtigsten Frauen der Welt.

## Karriere
Porat wuchs im Silicon Valley auf. Sie hat einen Master of Science der London School of Economics and Political Science sowie einen Master of Business Administration der University of Pennsylvania. Zwischen 1987 und 2015 arbeitete sie in verschiedenen Positionen bei der Investmentbank Morgan Stanley, zuletzt ebenfalls als Finanzchefin.
Porat ist Teil des Board of Directors der Unternehmen Blackstone Group und Verily.

## Privates
Porat ist verheiratet und hat drei Kinder.